# Sudans fodboldlandshold
Sudans fodboldlandshold repræsenterer Sudan i fodboldturneringer og kontrolleres af Sudans fodboldforbund.